# Breguet 763 Provence
Il Breguet 763 Provence e le sue versioni 761 e 765 Sahara (tutte note ufficiosamente come Deux-Ponts, "a due ponti") furono una famiglia di aeroplani francesi da trasporto passeggeri prodotti dall'azienda Breguet a partire dalla fine degli anni quaranta e rimasti in servizio fino all'inizio degli anni settanta. Aerei a elica di grandi dimensioni, caratterizzati dalla soluzione dell'alloggiamento dei passeggeri su due ponti sovrapposti, furono prodotti in totale in 20 esemplari.

## Storia del progetto
La Société anonyme des ateliers d'aviation Louis Breguet iniziò a progettare un aereo di linea a due ponti sovrapposti ancora prima della fine della seconda guerra mondiale, nel 1944. Si decise che l'aeroplano avrebbe dovuto avere una capacità di 100 passeggeri e un'autonomia media; la configurazione a due ponti, piuttosto anticonvenzionale, venne scelta perché considerata la più indicata per ricavare dalla fusoliera uno spazio molto ampio in cui alloggiare un numero elevato di passeggeri. Il progetto prevedeva l'installazione di motori di un modello già impiegato sui bombardieri alleati in uso durante la guerra, quindi immediatamente disponibili, in modo tale da semplificare l'avvio della produzione e accelerare l'entrata in servizio del velivolo evitando lunghe e costose fasi di sviluppo e messa a punto. Il progetto 76-1, poi denominato Breguet 761, non fu comunque il primo nuovo aeroplano di costruzione francese a volare dopo la fine della guerra, onore questo che spettò al Sud-Est Languedoc (versione civile del Bloch MB.161). Il prototipo del Breguet 761, immatricolo F-WASK, volò per la prima volta a Villacoublay il 15 febbraio 1949.

## Tecnica
Il Breguet 761 era caratterizzato da un'ala a sbalzo collocata circa a metà altezza della voluminosa fusoliera. Il carrello d'atterraggio, completamente retrattile, era di tipo triciclo anteriore e ciascuna delle due gambe principali, posizionate sotto l'ala, era dotata di due ruote. L'impennaggio, che occupava una posizione sopraelevata rispetto alla zona posteriore della fusoliera, era composto di uno stabilizzatore orizzontale e di una doppia deriva verticale con due timoni. La struttura era interamente metallica, così come il rivestimento.
Il prototipo era equipaggiato con quattro motori radiali a 14 cilindri Gnome-Rhône 14R prodotti dalla SNECMA, capaci di 1 180 kW (1 600 CV) ciascuno.
Il 761, costruito in un unico esemplare che costituì il prototipo della famiglia Deux-Ponts, fu seguito da tre Breguet 761S di preserie dotati di motori Pratt & Whitney R-2800-B31 a 18 cilindri da 1 506 kW (2 040 CV), i quali azionavano eliche Hamilton Standard di 3,70 m di diametro. Fu su questi velivoli che agli impennaggi di coda già presenti sul prototipo si aggiunse una più piccola pinna fissa in posizione centrale.

## Impiego operativo
I collaudi a cui i tre velivoli di preserie vennero sottoposti tra il 1951 e il 1952 si conclusero con successo e senza incidenti. Il governo francese ordinò allora la produzione di 12 aerei di serie, denominati Breguet 76-3 e poi rinominati Breguet 763 Provence. Rispetto alla versione precedente, il 763 aveva motori più potenti e un'apertura alare aumentata di 1,20 m; l'ala era stata anche irrobustita, e l'equipaggio (inizialmente composto da 4 persone) era stato ridotto a soli 3 membri. Il primo 763 volò il 20 luglio 1951 ed entrò in servizio presso l'Air France il 10 marzo 1953; altri 5 Provence prestarono servizio con la stessa compagnia aerea, mentre gli altri 6 vennero impiegati dal ministero dei trasporti francese.
Gli interni dei Breguet 763 dell'Air France erano configurati in modo da poter ospitare 59 passeggeri sul ponte superiore e 48 su quello inferiore, per un totale di 107 persone; tuttavia adottando una disposizione dei posti "ad alta densità" il velivolo avrebbe potuto trasportare fino a 135 passeggeri. I Provence civili servirono principalmente per collegare Parigi alle città dell'area del mar Mediterraneo, ad esempio Algeri, ma le rotte percorse dal 763 includevano anche voli verso Londra e verso destinazioni domestiche come Lione, Marsiglia e Nizza.
Il prototipo del Breguet 761 (l'unico 761 costruito) entrò in servizio come cargo con la compagnia algerina Air Algérie nel 1952; venne però ritirato già all'inizio dell'anno successivo. Il velivolo fu dunque preso in affitto dalla compagnia britannica Silver City Airways nell'estate del 1953, e per tre mesi venne impiegato sulla rotta Amburgo-Berlino: in un totale di 127 voli di 52 minuti ciascuno trasportò da una città all'altra 1 800 000 kg di merci. La voce secondo cui la Silver City Airlines sarebbe stata interessata ad acquistare tre velivoli della famiglia Deux-Ponts per 700 000 £ non fu confermata dai fatti.

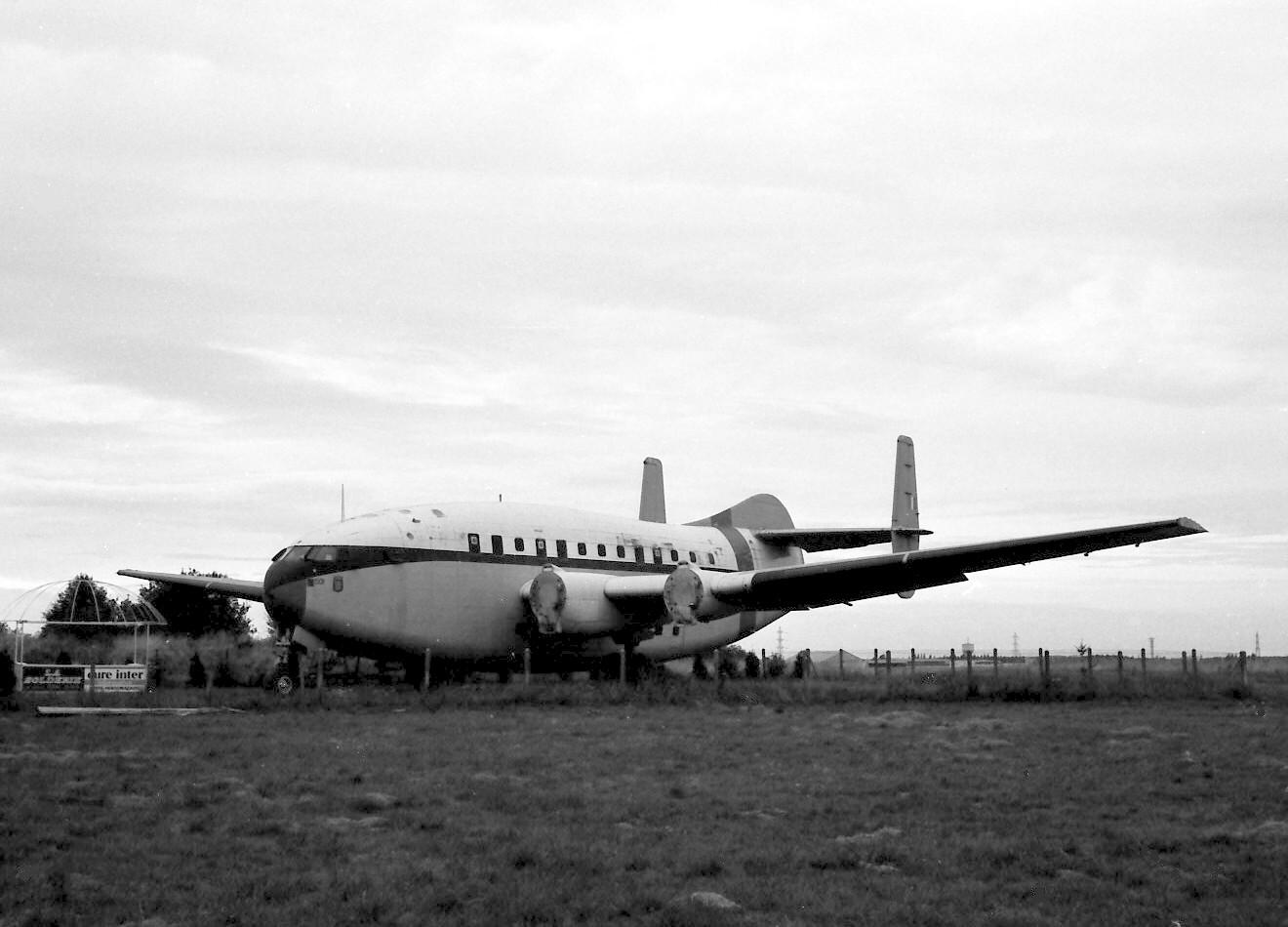
Un Breguet 765 Sahara, versione militare da trasporto merci.

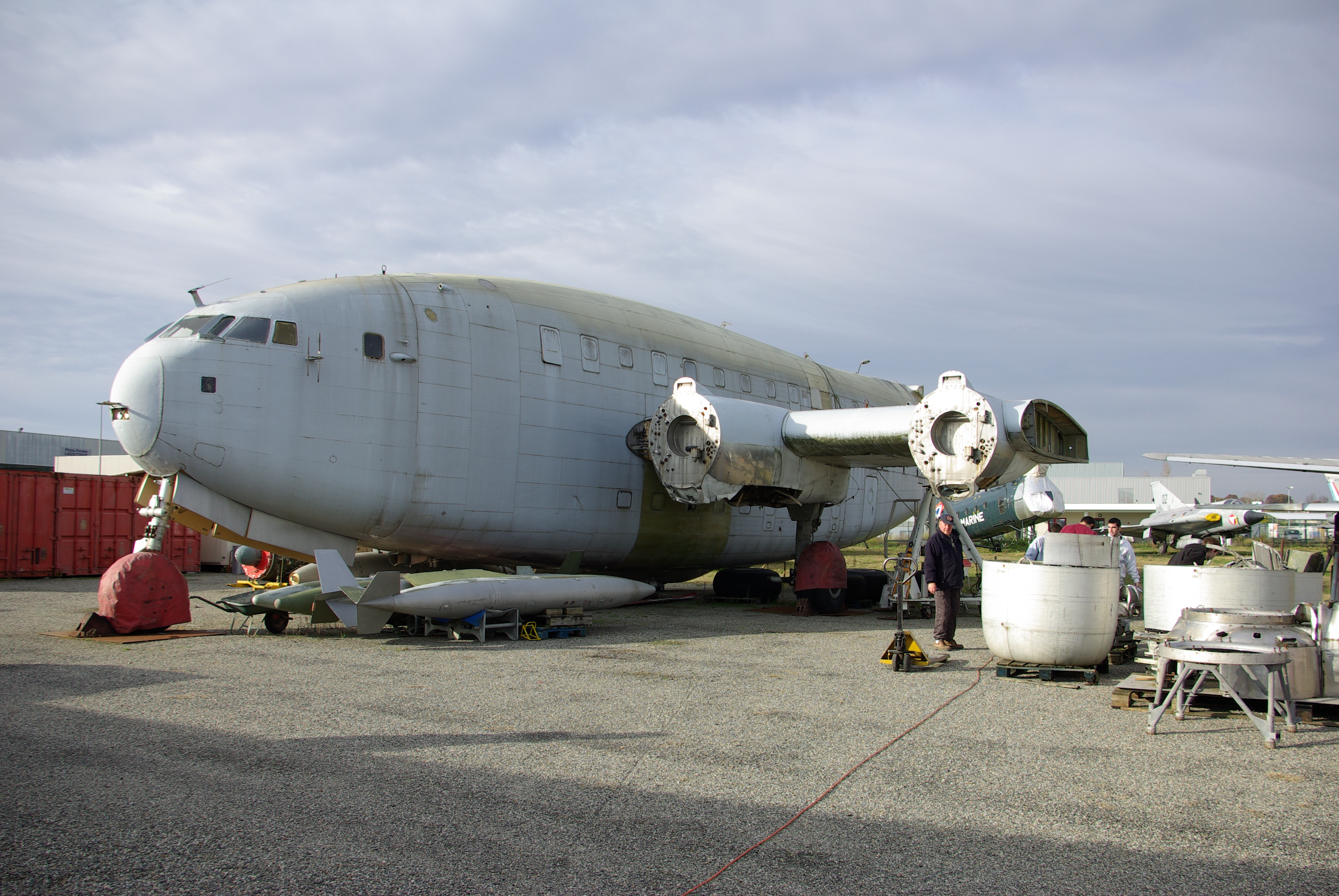
Un Breguet 765 Sahara in corso di restauro al Musée des ailes anciennes di Tolosa.

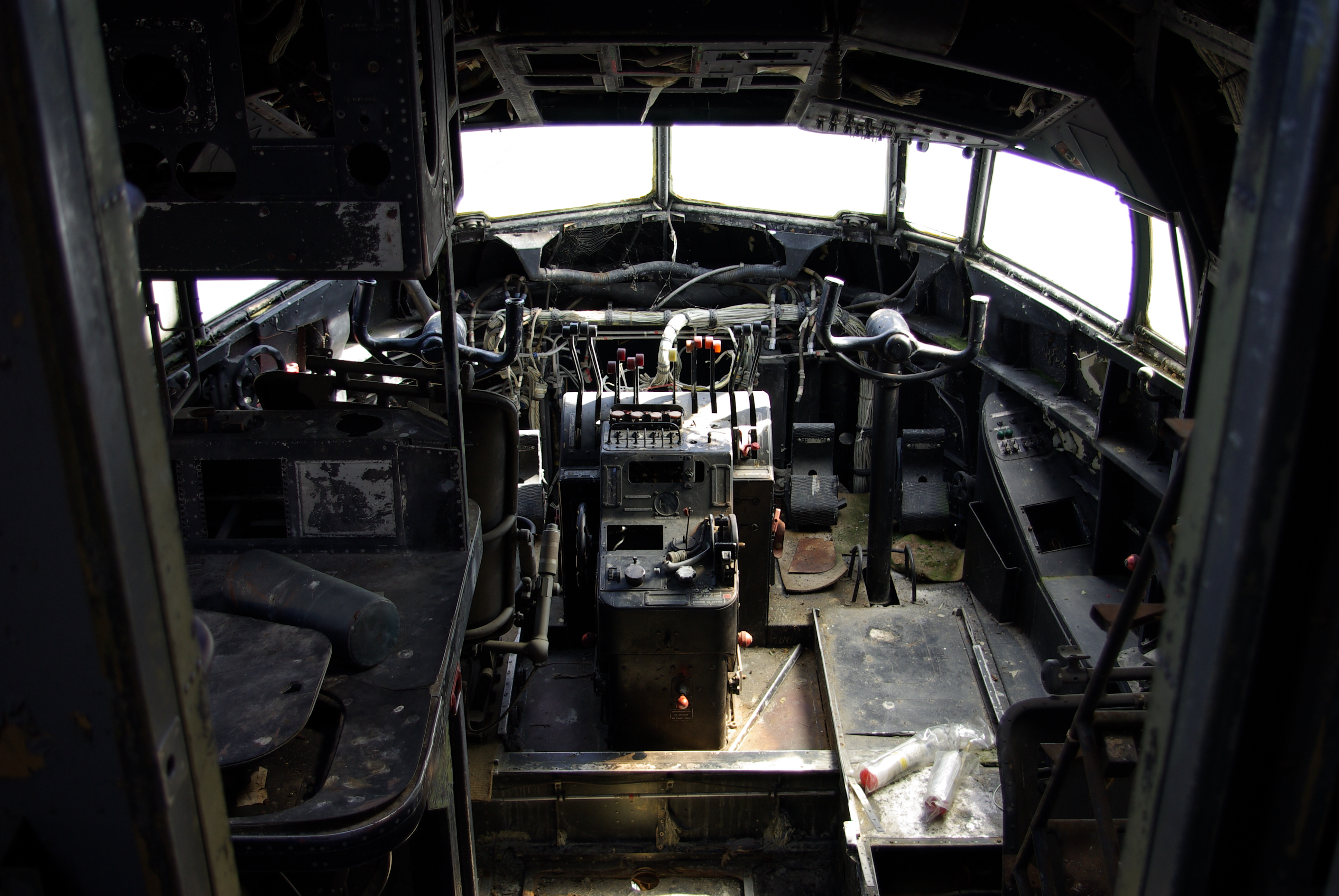
L'abitacolo del 765 in restauro a Tolosa.

Vennero progettate alcune versioni del Deux-Ponts equipaggiate con motori britannici (pensate per l'esportazione nel Regno Unito) la cui realizzazione però non venne portata a termine: si trattava dei progetti 766 con motori a pistoni Bristol Hercules e 767 con motori a turboelica di produzione britannica.
In un'occasione, sei Breguet 763 vennero impiegati per far fronte a un incidente che coinvolse l'impianto petrolifero di Salat, in Algeria. In quattro giorni un totale di 200 persone e 60 000 kg di materiale di soccorso vennero trasportate da e verso Algeri.
Nel frattempo, però, lo sviluppo del Sud Aviation Caravelle tra il 1955 e il 1959 stava rendendo il Provence sostanzialmente obsoleto come trasporto passeggeri: il jet Caravelle era più veloce, più confortevole e dotato di maggiore autonomia. Nel 1958 la Breguet prese in prestito dall'Air France il Provence F-BASQ per condurlo in una tournée pubblicitaria in America con l'obiettivo di suscitare l'interesse delle compagnie aeree d'oltreoceano e di piazzare degli ordini per l'esportazione. Il viaggio coprì 40 000 km e comprese scali a New York, Washington e Miami negli Stati Uniti, a Bogotà in Colombia, a Santiago in Cile, a Rio de Janeiro e a Brasilia in Brasile; tuttavia, non riuscì a far registrare alcun ordine per l'aeroplano della Breguet. Negli USA l'era dei jet era ormai cominciata, e nessuno era più interessato ai velivoli a pistoni, mentre per il Sud America il Provence era inadatto in quanto troppo grande per le necessità del mercato del trasporto passeggeri (pur avendo costi di gestione e manutenzione inferiori a quelli, per esempio, di un concorrente come il Douglas DC-4). Rimpiazzato gradualmente dal Vickers Viscount e dallo stesso Caravelle, all'inizio degli anni sessanta il Breguet 763 veniva usato sempre meno per il trasporto di linea.
Nell'anno 1964 i sei Provence della compagnia di bandiera francese passarono all'Armée de l'Air, l'aeronautica militare francese; essa acquisì anche i tre 761S della preserie e quattro nuovi cargo Breguet 765 Sahara, del tutto simili ai 763 ma dotati di portelloni di carico interamente rimovibili. I rimanenti sei Provence, fino ad allora rimasti in servizio con il ministero dei trasporti, vennero convertiti in trasporti merci: assunsero la denominazione di Breguet 763 Universale e passarono all'Air France, che li impiegò fino all'inizio degli anni settanta. L'ultimo volo collegò Heathrow a Orly il 31 marzo 1971; il ritiro del Provence dal servizio venne celebrato parcheggiando un autobus AEC Routemaster, a due piani, accanto all'aeroplano.
I Deux-Ponts militari vennero ritirati dal servizio nel 1972.

## Versioni
- Breguet 761

Prototipo equipaggiato con quattro motori Gnome-Rhône 14R da 1 600 CV. 1 esemplare costruito.
- Breguet 761S

Modello di preserie equipaggiato con quattro Pratt & Whitney R-2800-B31 da 2 040 CV. 3 esemplari costruiti.
- Breguet 763 Provence

Versione di serie. 12 esemplari costruiti. 6 esemplari convertiti allo standard Breguet 763 Universal per il trasporto merci per l'Air France.
- Breguet 765 Sahara

Versione da trasporto merci per l'aeronautica militare. 4 esemplari costruiti.

## Utilizzatori

### Civili
Francia
- Air France

 Algeria
- Air Algérie

 Regno Unito
- Silver City Airways

### Militari
Francia
- Armée de l'Air

## Esemplari attualmente esistenti
Dei 20 Deux-Ponts delle varie versioni, la maggior parte finì rottamata; tuttavia, tre esemplari sono sopravvissuti e sono attualmente conservati in Francia.
- Un Breguet 763 Provence (numero di serie 6) 82-PP dell'Armée de l'Air, è adibito a locale di un ristorante a Fontenay-Trésigny, nel dipartimento della Seine-et-Marne.
- Un Breguet 765 Sahara (numero di serie 501) 64-PE dell'Armée de l'Air è esposto presso la base aerea 105 di Évreux-Fauville, nel dipartimento dell'Eure.
- Un Breguet 765 Sahara (numero di serie 504) 64-PH dell'Armée de l'Air è in corso di restauro presso il Musée des ailes anciennes di Tolosa.